# 曼陀羅図鑑
『曼陀羅図鑑』（まんだらずかん）はフジテレビ系列で、1990年10月から1991年3月に火曜深夜（放送枠JOCX-TV2）で放送されていた15分番組。きたろう・松坂季実子の語りと写真のみで構成された「官能小説紹介番組」である。『村は七色』『いとしのファブリオ』に続く三部作最終作品。三部作の語り部を務めた、きたろうと番組制作スタッフは翌4月から同じく火曜深夜の『哲学の傲慢』を手掛ける。

## 声の出演
- きたろう
- 松坂季実子

## スタッフ
- 企画：竹村裕彦
- プロデューサー：黒田徹也
- アシスタントディレクター：本広克行、下重聡
- ディレクター：土方政人
- 制作協力：共同テレビ
- 制作著作：フジテレビ

| スタブアイコン | サブスタブ | この項目は、まだ閲覧者の調べものの参照としては役立たない、テレビ番組に関連した書きかけの項目です。この項目を加筆・訂正などしてくださる協力者を求めています（P:テレビ/PJ:放送または配信の番組）。 |